# Južnolevantinski arapski
Južnolevantinski arapski (južnolevantinski govorni arapski, ISO 639-3: ajp), jedan od predstavnika arapskog makrojezika kojim govori oko 3 500 000 ljudi u Jordanu i oko 1 600 000 na području Palestine (Zapadna obala i Gaza) i 910 000 u Izraelu. 
Postoje dva dijalekta, madani i fellahi. Različit je od sjevernolevantinskog arapskog [apc]. U Izraelu je nekoliko stotina govornika romskog porijekla.

## Vanjske poveznice
- Ethnologue (14th)
- Ethnologue (15th)